# Craterocephalus kailolae
Kailola's hardyhead (Craterocephalus kailolae) là một loài cá thuộc họ Atherinidae. Nó là loài đặc hữu của Papua New Guinea.